# The Fog of War
The Fog of War: Eleven Lessons from the Life of Robert S. McNamara es un documental estadounidense de 2003 dirigido por Errol Morris, que ganó el Premio de la Academia de 2003 como mejor documental largo. El documental trata sobre la vida y la época del ex Secretario de Defensa de los Estados Unidos Robert McNamara. La partitura original corresponde al compositor minimalista Philip Glass.
El título de la película hace referencia a la frase militar niebla de guerra, un concepto utilizado para describir el nivel de ambigüedad en conocimiento de la situación experimentada por los participantes en operaciones militares. Fue presentada fuera de competencia en el Festival de Cannes de 2003.